# Doug Martin
Doug Martin (Oakland, 13 gennaio 1989) è un giocatore di football americano statunitense che milita nel ruolo di running back per gli Oakland Raiders della National Football League (NFL).
Fu scelto dai Tampa Bay Buccaneers come 31º assoluto nel Draft NFL 2012. Al college ha giocato a football a Boise State.

## Carriera professionistica

### Tampa Bay Buccaneers

#### Stagione 2012
Considerato uno dei migliori prospetti tra i running back disponibili nel Draft NFL 2012, Martin fu scelto come 31º assoluto dai Tampa Bay Buccaneers. Il 9 settembre, alla prima gara da professionista, Martin e i Bucs, guidati dal nuovo allenatore Greg Schiano, iniziarono con una vittoria per 16-10 in casa contro i Carolina Panthers, in cui corse 95 yard su 24 tentativi. Per questa prestazione, fu uno dei candidati al premio di rookie della settimana. Nel turno successivo, i Bucs persero contro i Giants dopo essere stati in vantaggio di 14 punti, contro cui Martin segnò il suo primo touchdown.

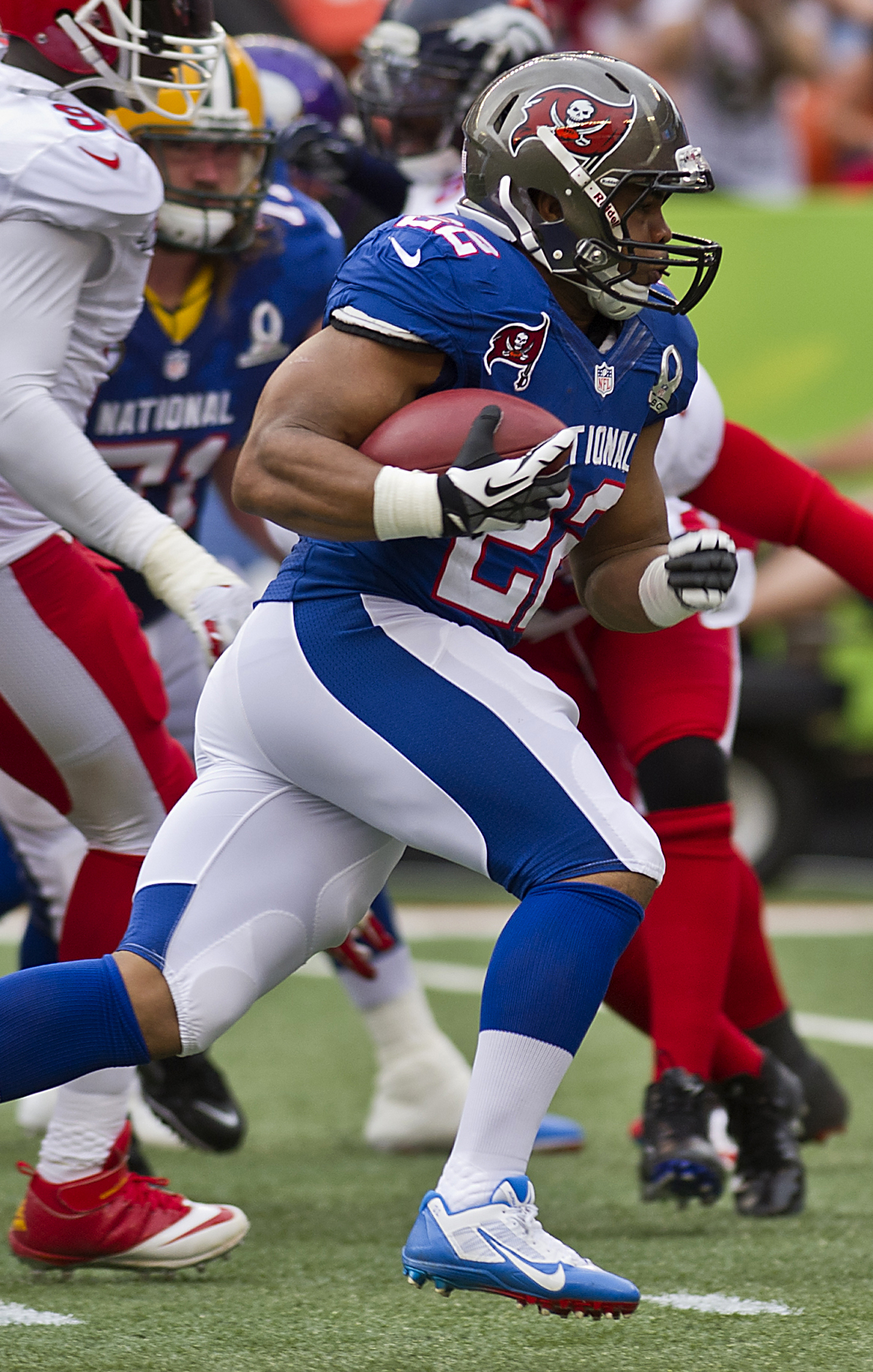
Martin nel Pro Bowl 2013.

Nel Thursday Night Football della settimana 8 vinto contro i Vikings Martin giocò quella che fu, fino a quel momento la sua miglior partita trascinando l'attacco dei Bucs con 216 yard totali, 135 delle quali su corsa e 79 su ricezione, segnando un touchdown su corsa e uno su ricezione. Alla fine del primo tempo, aveva corso 106 yard, un'impresa che non capitava da 12 anni a un giocatore di Tampa Bay. Per questa prestazione vinse per la prima volta in carriera il premio di miglior running back della settimana. A fine mese, Martin vinse il premio di miglior rookie offensivo del mese di ottobre.
Sette giorni dopo, il rookie disputò un'altra gara di alto livello quando corse 251 yard e segnò 4 touchdown nella vittoria contro gli Oakland Raiders, entrambi record di franchigia dei Buccaneers. Stabilì inoltre diversi altri primati in quella partita: le 251 yard corse furono il terzo massimo di tutti i tempi per un rookie (dietro Adrian Peterson e DeMarco Murray), la decima prestazione di tutti i tempi della lega, fu il primo giocatore nella storia del football professionistico a correre nella stessa partita un touchdown da almeno 70, 65 e 45 yard, fu il primo giocatore dal 1940 a correre tre touchdown da più di 40 yard nella stessa partita, le sue 486 yard corse nelle ultime due partite furono il quinto miglior risultato dal 1960, superato solo da Walter Payton (due volte), Jim Brown e O.J. Simpson e infine fu il secondo giocatore della storia a correre almeno 250 yard e segnare 4 touchdown nella stessa partita dopo Mike Anderson dei Denver Broncos. Per il secondo turno consecutivo, Martin fu premiato come miglior running back della settimana e per la prima volta come miglior rookie della settimana.
Due settimane dopo, i Bucs vinsero ai supplementari la quarta gara consecutiva contro i Carolina Panthers e il running back mise a referto altre 138 yard corse che gli fruttarono il terzo premio di running back della settimana. Nel dodicesimo turno del campionato, altri 2 touchdown segnati non furono sufficienti a prolungare la striscia di vittorie dei Bucs, sconfitti di un solo punto dagli Atlanta Falcons, la squadra col miglior record della lega. Tamba Bay fu sconfitta all'ultimo istante di gara anche nella domenica successiva malgrado le 126 yard corse e il suo decimo touchdown.
Tampa Bay interruppe la sua striscia di sconfitte nell'ultimo turno di campionato, quando batté i Falcons già sicuri del primo posto nella NFC. Dopo un periodo di flessione, Doug tornò ai livelli dei primi tre quarti di campionato correndo 142 yard e segnando un touchdown. Concluse la sua prima stagione con 1.454 yard corse (quinto nella lega) 11 touchdown su corsa e uno su ricezione. Le sue yard corse superarono il precedente record di franchigia di Cadillac Williams di 1.178. Il 21 gennaio fu convocato per il Pro Bowl in sostituzione di Frank Gore impegnato coi San Francisco 49ers nel Super Bowl XLVII. A fine anno fu classificato al numero 57 nella classifica dei migliori cento giocatori della stagione.

#### Stagione 2013
Nella prima gara della stagione Martin debuttò con 65 yard corse e un touchdown ma i Buccaneers furono sconfitti a due secondi dal termine dai New York Jets. La settimana successiva corse 144 yard ma i Bucs persero ancora contro i Saints. Nella settimana 7 contro gli Atlanta Falcons, Martin si ruppe una spalla, concludendo prematuramente la sua seconda stagione da professionista.

#### Stagione 2014

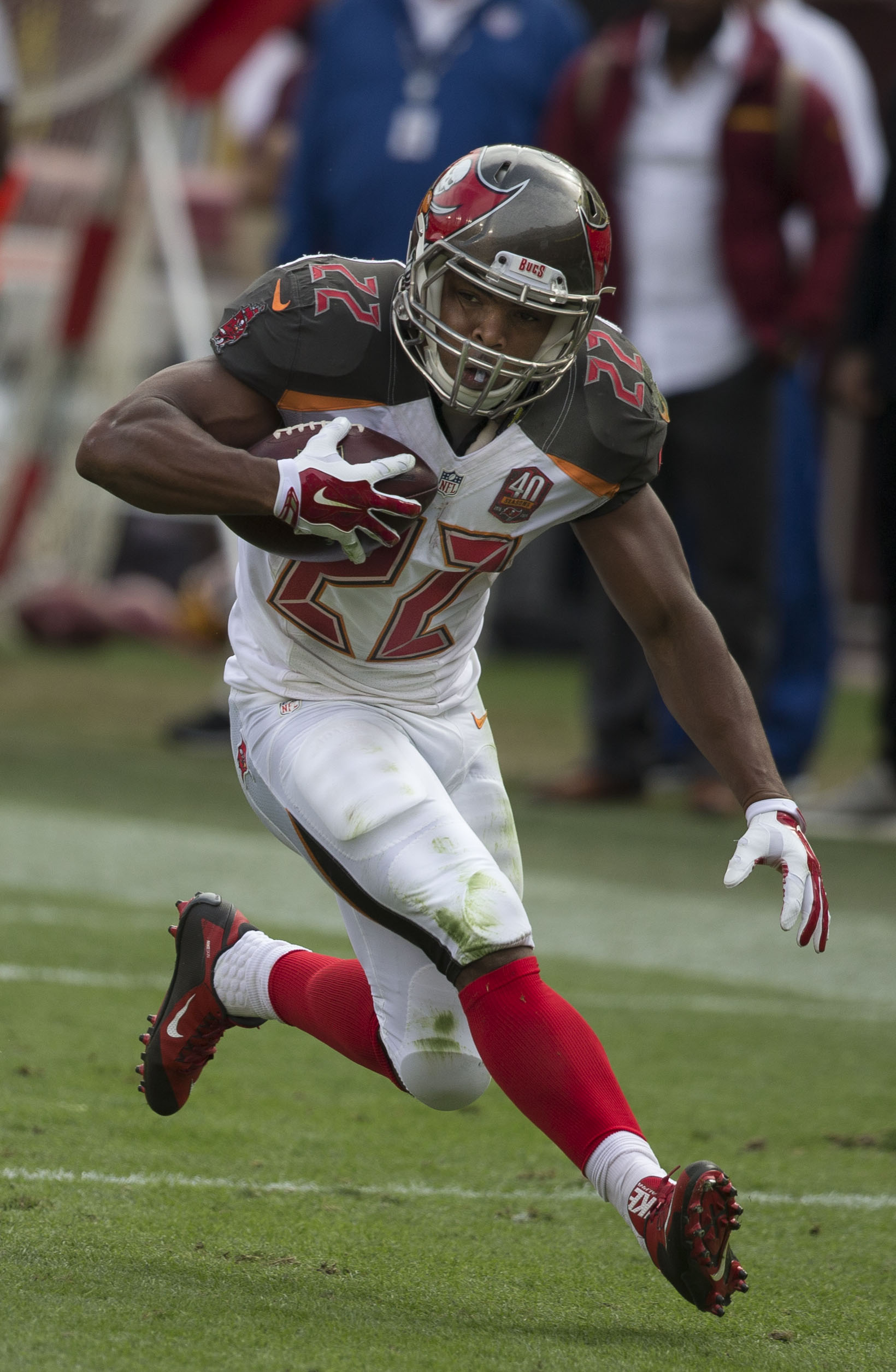
Martin nel 2015.

Tornato in campo nel 2014, Martin non riuscì a mettere in mostra la forma della sua prima stagione. Segnò il suo primo touchdown nella vittoria della settimana 4 contro gli Steelers, la prima stagionale, e il secondo più di due mesi dopo nel tredicesimo turno contro i Bengals, in cui corse 58 yard. Nel quindicesimo turno corse 96 yard su 14 tentativi, ma i Bucs uscirono sconfitti in casa dei Panthers. Nell'ultima partita guadagnò un massimo stagionale di 108 yard corse nella sconfitta coi Saints che condannò i Bucs a terminare col peggior record della lega, 2-14. La sua annata si chiuse guidando la squadra con 494 yard corse e al secondo posto dietro il quarterback Josh McCown con 2 TD su corsa.

#### Stagione 2015

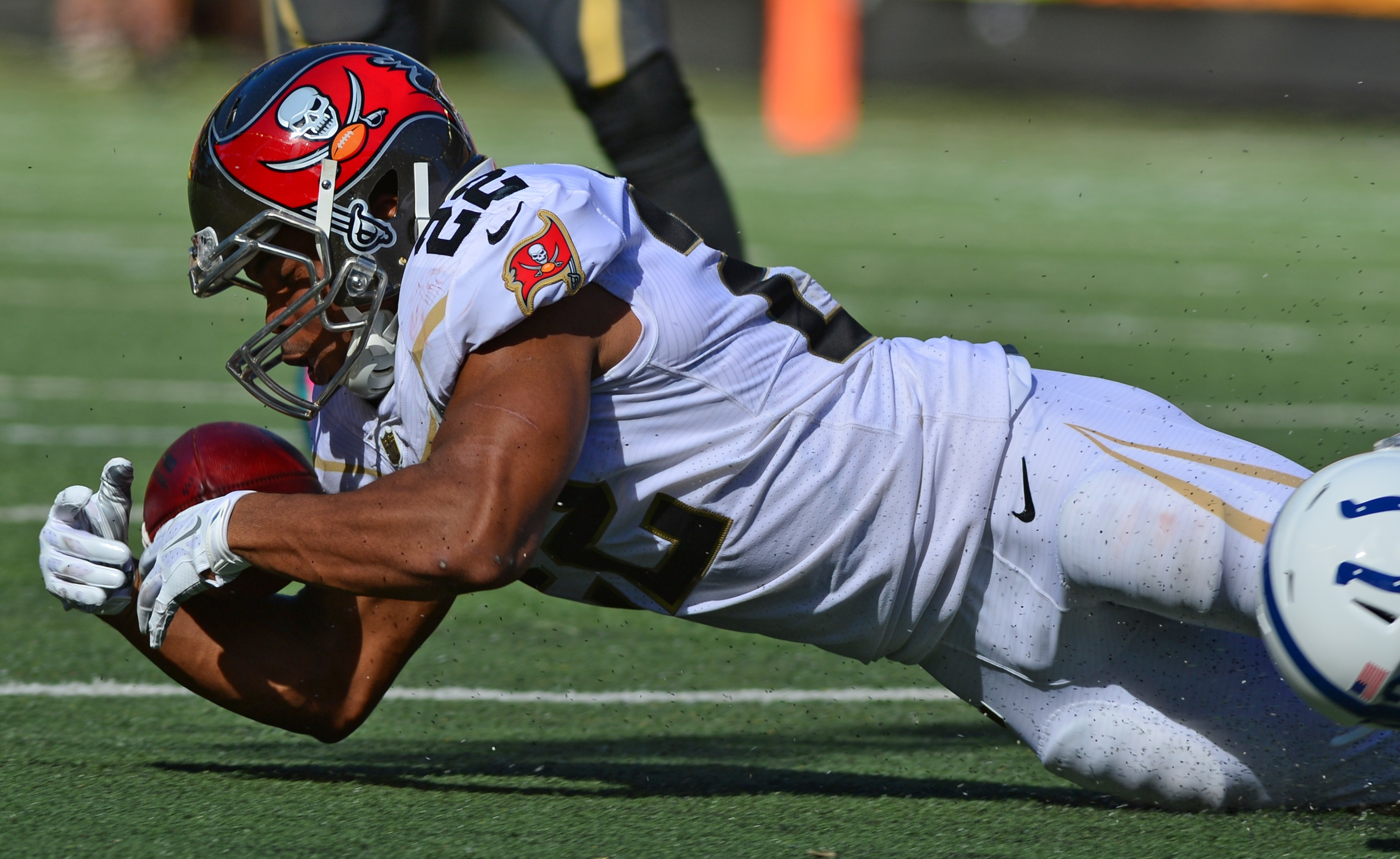
Martin nel Pro Bowl 2016

Nel 2015, Martin si riprese dopo due stagioni difficili. Superò per la prima volta le cento yard corse nel quarto turno contro i Panthers, in cui segnò anche il suo primo touchdown. Sette giorni dopo segnò la sua prima marcatura su ricezione dal 2012 su passaggio del quarterback rookie Jameis Winston, oltre a 123 yard corse e altri su 2 touchdown su corsa che portarono i Buccaneers alla vittoria sui Jaguars. Per questa prova fu premiato per la quarta volta in carriera come miglior running back della settimana, la prima dalla sua stagione da rookie.
Nella settimana 11, Martin corse 27 volte per 235 yard, il massimo fatto registrare da un giocatore nella stagione 2015, nella vittoria esterna sugli Eagles, venendo premiato per la seconda volta in stagione come running della settimana. Nel turno successivo, con 97 yard corse tornò a superare quota mille per la prima volta dalla sua stagione da rookie. L'annata di Martin si chiuse al secondo posto nella NFL con 1.402 yard corse, con 6 marcature su corsa e una su ricezione, venendo convocato per il secondo Pro Bowl in carriera ed inserito nel First-team All-Pro.

#### Stagione 2016
Il 9 marzo 2016, Martin firmò con i Buccaneers un rinnovo contrattuale di cinque anni per un valore di 33,75 milioni di dollari. Il 28 dicembre fu annunciato che sarebbe stato sospeso per quattro partite per essere risultato positivo a un test antidoping e che avrebbe seguito una teoria riabilitativa per la dipendenza da sostanze.

#### Stagione 2017
Martin tornò in campo dopo la squalifica nel quinto turno contro i New England Patriots andando subito a segno e terminando con 74 yard corse.
Il 20 febbraio 2018, Martin fu svincolato dopo sei stagioni.

### Oakland Raiders
Il 15 marzo 2018 Martin firmò un contratto di un anno con gli Oakland Raiders.

## Palmarès
- Convocazioni al Pro Bowl: 2

2012, 2015
- First-team All-Pro: 1

2015
- Running back della settimana: 5

8ª, 9ª e 11ª del 2012, 5ª e 11ª del 2015
- Rookie offensivo del mese: 1

ottobre 2012
- Rookie della settimana: 1

9ª del 2012
- PFWA All-Rookie Team - 2012